# Craterocephalus fistularis
Craterocephalus fistularis és una espècie de peix pertanyent a la família dels aterínids.

## Hàbitat
És un peix d'aigua dolça, bentopelàgic i de clima tropical que viu entre 0-2 m de fondària.

## Distribució geogràfica
Es troba al llac Kamakawaiar (Irian Jaya).

## Observacions
És inofensiu per als humans.